# 玉隠英璵
玉隠英璵（ぎょくいんえいよ、永享4年（1432年）－大永4年8月1日（1524年8月29日））は、室町時代後期から戦国時代初期にかけての臨済宗大覚派の僧侶。道号は玉隠、法諱は英璵（永璵）、号は懶庵・玉澗・聴松軒。鎌倉五山の最後を飾る禅僧、知識人である。

## 略伝
信濃国東部の武家滋野氏の出身と言われている。鎌倉禅興寺明月院の器庵僧璉に学び、その後継者として同院宗猷庵に居住した。応仁の乱後の鎌倉五山を代表する文人として知られ、漢詩や書に優れた。また、太田道灌と親交が厚く、道灌を通じて万里集九とも親しくした。文明18年（1486年）に万里集九が鎌倉を訪れた際には、玉隠の宗猷庵を宿所としている。延徳3年（1491年）に行われた金沢文庫検査封鍼の際に立会人を務め、明応7年（1498年）には将軍足利義高によって建長寺164世住持に任ぜられた。後に明月院に退いて禅興寺の再建に尽くした。また、安房国の里見義豊を若年ながらその器量を高く評価して親交を深めた。大永4年（1524年）に93歳の高齢で示寂。後に朝廷より「宗猷大光禅師」の諡号が贈られた。
明月院宗猷庵に墓所があり、生前の玉隠自讃が記された肖像画が明月院にのこされている他、玉隠作成による建長寺所蔵の西来庵修造勧進状、浄智寺所蔵の西来庵修造勧進状はともに重要文化財に指定されている。前者の勧進帳には、パスパ文字で「玉隠」の音を表記した落款が捺されており、玉隠の海外関心への高さを物語っている。また、晩年までの自身の言行が記した『玉隠和尚語録』を遺し、東京大学史料編纂所には『文明明応年間関東禅林詩文等抄録』という仮題が付けられた手稿本が所蔵されている。更に親交のあった画僧賢江祥啓の「巣雪斎図」（静嘉堂文庫美術館所蔵、重要美術品）や「喜江禅師像」（建長寺所蔵、重要文化財）に画賛を記し、また雪舟等楊の「漁樵斎図」（根津美術館所蔵）にも画賛を記している。